# Мурыгино (Рославльский район)
Мурыгино — деревня в Рославльском районе Смоленской области России. Входит в состав Пригорьевского сельского поселения.

## География
Расположена в южной части области в 16 км к юго-востоку от Рославля, в 5 км северо-восточнее автодороги А141 Орёл — Витебск. В 2 км северо-западнее деревни расположена железнодорожная станция Любестово на линии Рославль — Брянск.

## История
В годы Великой Отечественной войны деревня была оккупирована гитлеровскими войсками в августе 1941 года, освобождена в сентябре 1943 года.

## Население
Население — 4 жителя (2007 год).